# 하솔
하솔(영어: Tel Hazor 또는 Chatsôr 히브리어: תל חצור)은 갈릴리호수 북쪽에 있는 군사 요충지였다. 하솔은 현재에 텔 엘-퀘다흐(영어: Tell el-Qedah)에 있다. 하솔의 왕은 야빈이라고 불렀다.

## 지리
'강하다'는 뜻을 가진 하솔은 해변길을 이용하는 사람이 반드시 거쳐야 할 길목에 위치하고 있다. 남북을 이어주는 해변길이 서쪽은 갈릴리산지, 동쪽은 홀라 분지 늪지대 사이의 하솔을 지나게 되는 까닭이었다.

## 성경
구약성경에 따르면, 하솔은 해변길 최고 요충지이기에 가나안 북부의 맹주 노릇을 하며 이스라엘을 대적하였고, 여호수아에 의해 불살라졌다. 사사 드보라 때 다시 하솔이 이스라엘을 괴롭게 하였으나, 드보라와 바락에 의하여 망하였다. 이후 이스라엘의 솔로몬 왕이 병거성으로 건축하였으며, 북이스라엘 아합왕 때 성을 재건하였다. 하지만 아시리아의 디글랏 빌레셀이 하솔을 점령하고 백성을 사로잡아 아시리아로 끌고 갔다.

## 유적
한때 힉소스 왕조시절 성을 합치면 이스라엘에서 가장 크고 그 당시에도 가나안에서 가장 큰 성읍이였던 하솔에서는 가나안시대 왕궁과 신전이 발견되었다. BC 14세기의 기록인 아마르나 서신 EA 148에서는 두로의 왕 아비-밀쿠(Abi-Milku)는 하솔의 왕 압디-티르시(Abdi-Tirshi)가 "하비루 Habiru / 아피루 Apiru"와 연합하고 그들에게 땅을 내주었다고 파라오에게 보고하며, EA 228에서 하솔의 왕 압디-티르시는 자신이 하솔을 지키고 있다 말하여 파라오를 안심시키고 파라오에게 하솔과 자신을 대항하여 일어난 일들(하비루 또는 이웃 도시들에 의한 공격)을 기억하여 주기를 간청한다. BC 11세기 사사 시대의 제단이 발견되었고, 석상을 볼 수 있다. BC 13세기의 대규모 화재와 파괴의 흔적과 BC 18세기 문서가 발견되기도 했다. 솔로몬시대에 세워진 마구간과 3개의 방이 딸린 성문도 발견 되었다. 아합 때 38m 깊이에 판 우물을 볼 수 있는데 오랜 세월 잔해 위에 건축되었음을 알려준다.

## 같이 보기
- 야빈
- 여호수아
- 드보라
- 솔로몬
- 디글랏 빌레셀